# Faye-la-Vineuse
Faye-la-Vineuse est une commune française du département d'Indre-et-Loire, en région Centre-Val de Loire.

## Géographie

### Localisation
Faye-la-Vineuse est située à 7 km de Richelieu. Elle est construite sur une colline de 110 m d'altitude dominant les alentours. Faye est traversée par le ruisseau d'Auzon.
| Braye-sous-Faye |                 | Razines                 |
|                 | Faye-la-Vineuse | Jaulnay                 |
| Sérigny Vienne  |                 | Saint-Christophe Vienne |

### Hydrographie

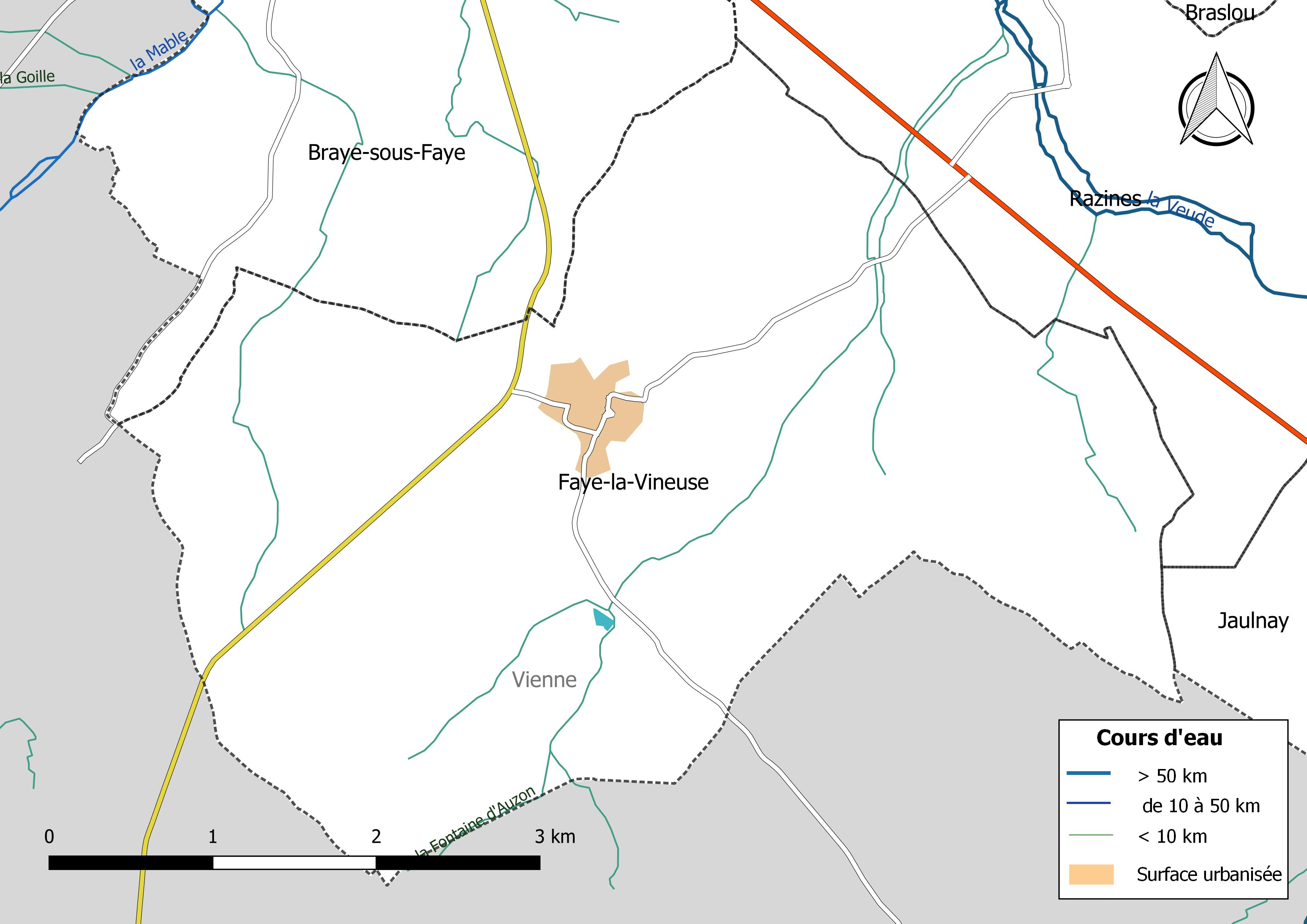
Réseau hydrographique de Faye-la-Vineuse.

Le réseau hydrographique communal, d'une longueur totale de 12,9 km, comprend sept petits cours d'eau dont la Fontaine d'Auzon (1,622 km),.

### Climat
Pour des articles plus généraux, voir Climat du Centre-Val de Loire et Climat d'Indre-et-Loire.
En 2010, le climat de la commune est de type climat océanique altéré, selon une étude du CNRS s'appuyant sur une série de données couvrant la période 1971-2000. En 2020, Météo-France publie une typologie des climats de la France métropolitaine dans laquelle la commune est toujours exposée à un climat océanique altéré et est dans une zone de transition entre les régions climatiques « Moyenne vallée de la Loire » et « Poitou-Charentes ».
Pour la période 1971-2000, la température annuelle moyenne est de 11,8 °C, avec une amplitude thermique annuelle de 15 °C. Le cumul annuel moyen de précipitations est de 672 mm, avec 10,9 jours de précipitations en janvier et 6,5 jours en juillet. Pour la période 1991-2020, la température moyenne annuelle observée sur la station météorologique de Météo-France la plus proche, sur la commune de Courcoué à 10 km à vol d'oiseau, est de 12,5 °C et le cumul annuel moyen de précipitations est de 688,4 mm,. Pour l'avenir, les paramètres climatiques de la commune estimés pour 2050 selon différents scénarios d'émission de gaz à effet de serre sont consultables sur un site dédié publié par Météo-France en novembre 2022.

## Urbanisme

### Typologie
Au 1er janvier 2024, Faye-la-Vineuse est catégorisée commune rurale à habitat dispersé, selon la nouvelle grille communale de densité à sept niveaux définie par l'Insee en 2022.
Elle est située hors unité urbaine et hors attraction des villes,.

### Occupation des sols
L'occupation des sols de la commune, telle qu'elle ressort de la base de données européenne d’occupation biophysique des sols Corine Land Cover (CLC), est marquée par l'importance des territoires agricoles (96,1 % en 2018), une proportion identique à celle de 1990 (96,1 %). La répartition détaillée en 2018 est la suivante : 
terres arables (79,5 %), zones agricoles hétérogènes (11,5 %), prairies (5,1 %), forêts (2,4 %), zones urbanisées (1,5 %). L'évolution de l’occupation des sols de la commune et de ses infrastructures peut être observée sur les différentes représentations cartographiques du territoire : la carte de Cassini (XVIIIe siècle), la carte d'état-major (1820-1866) et les cartes ou photos aériennes de l'IGN pour la période actuelle (1950 à aujourd'hui).

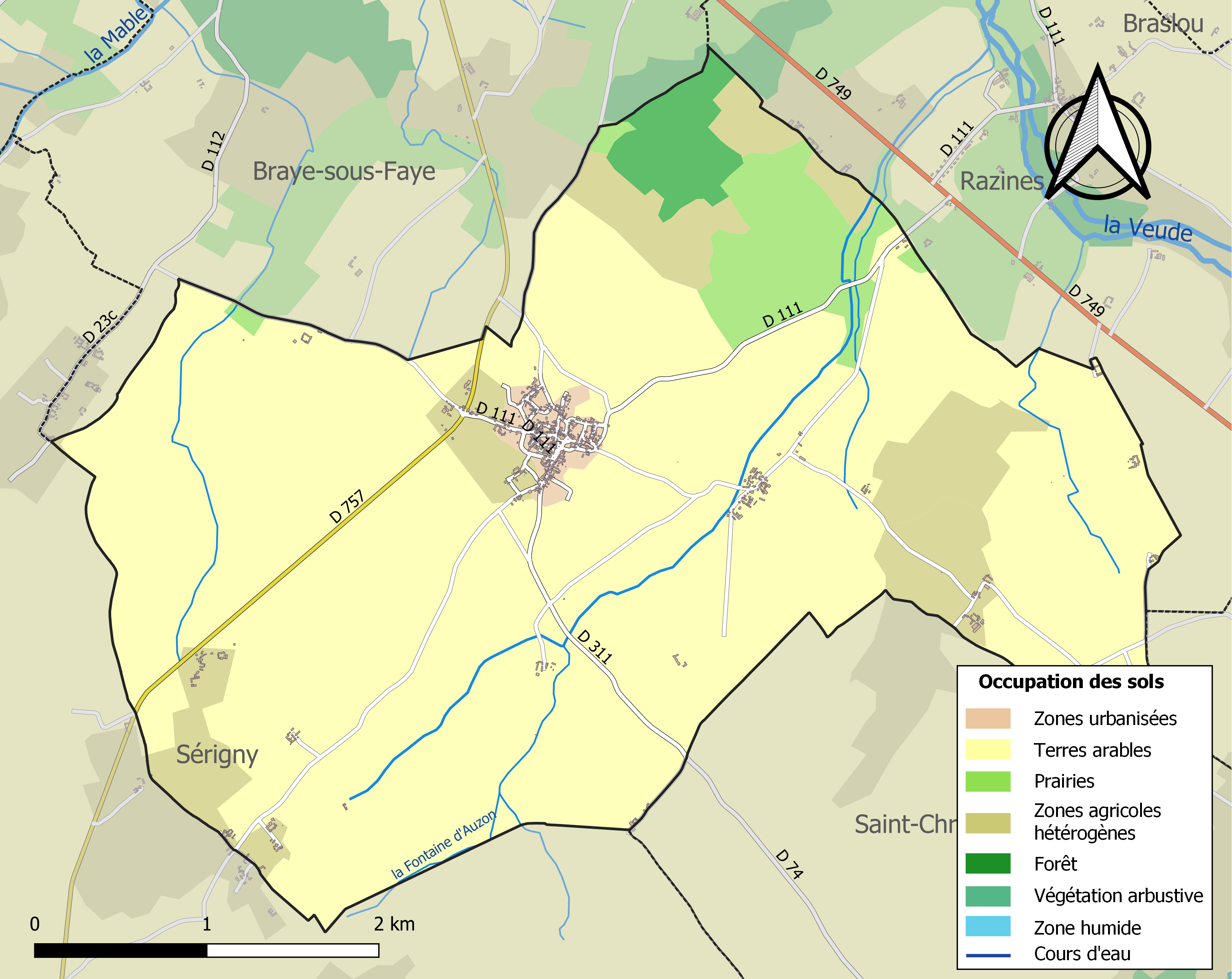
Carte des infrastructures et de l'occupation des sols de la commune en 2018 (CLC).

### Risques majeurs
Le territoire de la commune de Faye-la-Vineuse est vulnérable à différents aléas naturels : météorologiques (tempête, orage, neige, grand froid, canicule ou sécheresse), feux de forêts et séisme (sismicité modérée). Un site publié par le BRGM permet d'évaluer simplement et rapidement les risques d'un bien localisé soit par son adresse soit par le numéro de sa parcelle.
Pour anticiper une remontée des risques de feux de forêt et de végétation vers le nord de la France en lien avec le dérèglement climatique, les services de l’État en région Centre-Val de Loire (DREAL, DRAAF, DDT) avec les SDIS ont réalisé en 2021 un atlas régional du risque de feux de forêt, permettant d’améliorer la connaissance sur les massifs les plus exposés. La commune, étant pour partie dans le massif de Richelieu, est classée au niveau de risque 1, sur une échelle qui en comporte quatre (1 étant le niveau maximal).

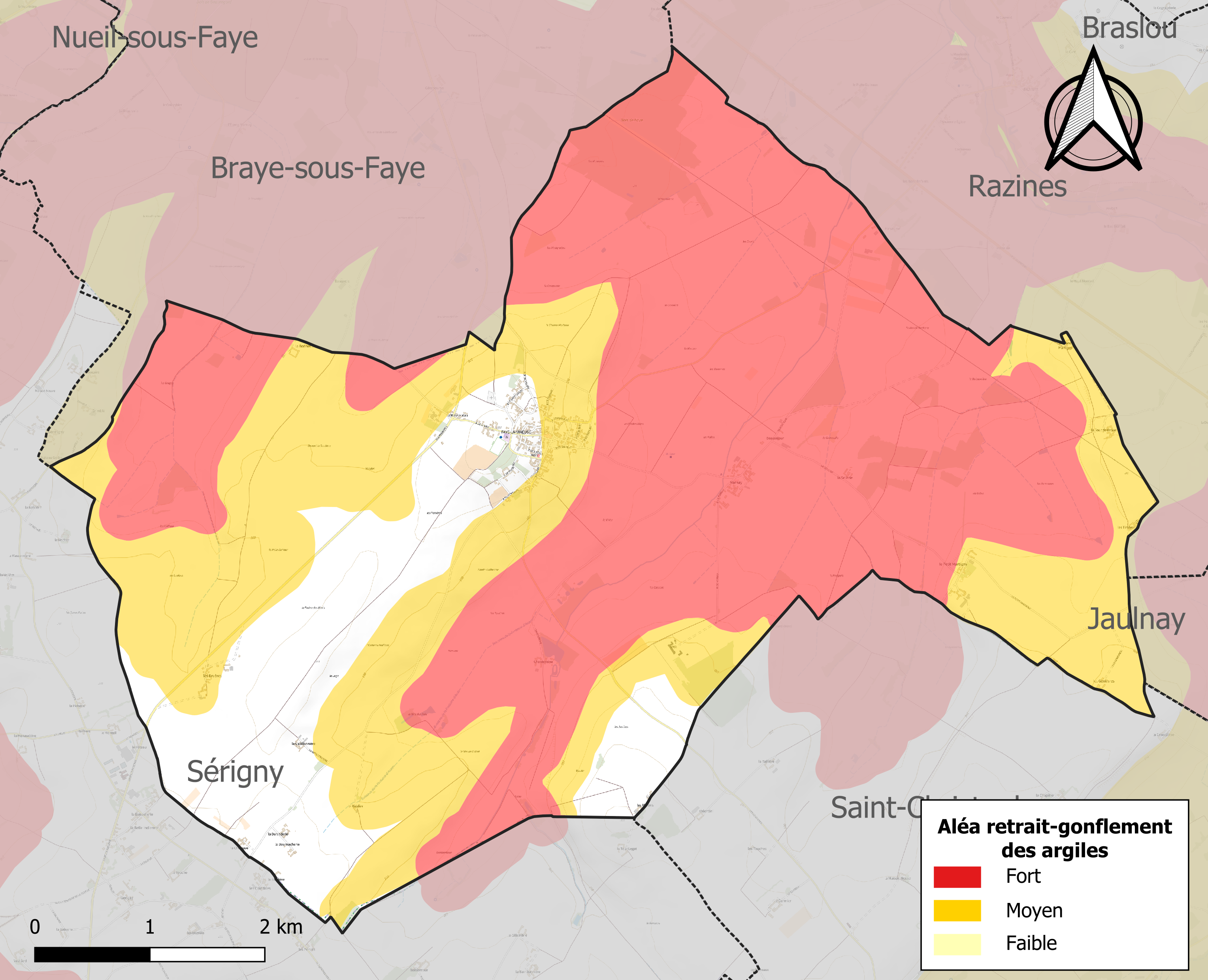
Carte des zones d'aléa retrait-gonflement des sols argileux de Faye-la-Vineuse.

Le retrait-gonflement des sols argileux est susceptible d'engendrer des dommages importants aux bâtiments en cas d’alternance de périodes de sécheresse et de pluie. 84,5 % de la superficie communale est en aléa moyen ou fort (90,2 % au niveau départemental et 48,5 % au niveau national). Sur les 224 bâtiments dénombrés sur la commune en 2019, 129 sont en aléa moyen ou fort, soit 58 %, à comparer aux 91 % au niveau départemental et 54 % au niveau national. Une cartographie de l'exposition du territoire national au retrait gonflement des sols argileux est disponible sur le site du BRGM,.
Concernant les mouvements de terrains, la commune a été reconnue en état de catastrophe naturelle au titre des dommages causés par la sécheresse en 2003 et par des mouvements de terrain en 1999.

## Toponymie
Le nom de la localité est attesté sous la forme Faia en 925, dans une charte de l'archevêque Robert.
Son nom viendrait du latin « Fagus » (hêtre) qui donna « Fagia », puis « Faye ».

## Histoire
Avant la ville de Faye-la-Vineuse, existait un domaine rural (la Faia de 925), une villa carolingienne située au bord de l'Auzon (la Fontaine d'Auzon), possession de St-Martin de Tours avec le statut paroissial, possiblement sur le site actuel de Marnay (un hameau de Faye : cf. Saint-Pierre de Marnay). Puis le site de Faia s'est déplacé en hauteur au XIe siècle.
Faye-la-Vineuse compte de nos jours moins de 300 habitants (voir plus loin les données chiffrées). Pourtant, au Moyen Age, cette cité fortifiée comptait bien plus d'habitants (mais 10 000 personnes environ, intra et extra muros, comme le prétend la tradition, semble un chiffre exagéré : Loches et Chinon ne comptent alors que de 2 000 à 5 000 âmes, et la Tours médiévale tout au plus 30 000). C'était en effet la cité la plus importante de sa petite région tourangelle, le Richelais, au sud et à l'ouest de la rive gauche de la Vienne, avant que Richelieu ne fût construite.
À l'origine agglomération castrale, la ville était le centre d'un fief qui correspondait à peu près au canton actuel, construite donc autour d'un château. Le fait que la commune soit construite sur une colline a été déterminant dans sa fonction défensive. La commune de Braye-sous-Faye en porte encore la trace dans son nom.
Dans le premier tiers du XIe siècle, selon Louis Halphen, c'est probablement le comte Foulques Nerra, ou l'un de ses fidèles, qui fit construire un château fort et fortifia le bourg (Foulque III Nerra, comte d'Anjou de 987 à 1040, agrandit considérablement ses domaines en annexant la Touraine après une lutte acharnée contre la Maison de Blois, notamment Eudes II). Les remparts étaient percés de quatre portes monumentales, chacune disposant d'un pont-levis. L'église collégiale St-Georges, fondée vers 1039 par la dame de Faye, Nives, est dès l'origine associée au château et à la seigneurie.
La seigneurie,, est documentée depuis 1031 — date contemporaine du château et de la collégiale — et le premier seigneur connu de manière certaine est Nives de Faye († v. 1057), dame de Faye, fondatrice de l'église collégiale St-Georges et aussi, selon la tradition, de la chapelle Ste-Catherine (liée à un hôtel-Dieu et à l'origine d'un lieu-dit au sud de Faye). Des historiens érudits du XIXe siècle, tels l'abbé Jean-Jacques Bourassé ou Jacques-Xavier Carré de Busserolle, citaient comme premier seigneur Landry/Landri de Faye, dès 980, donc à la fin de l'ère carolingienne. Ce serait l'arrière-grand-père de la dame Nives selon le schéma :
- Ebles de Faye, fils de Landri et père d'Ayrard de Faye, ce dernier étant le père de Nives de Faye : mais cela n'est pas tout à fait avéré. On considère souvent que Nives († v. 1057) épouse Aimery (Ier) de Loudun, sire de Trèves ; alors, la Maison dite de Loudun assume la seigneurie de Faye :
- - Aimery (II) († vers 1061 et inhumé à Noyers ; fils des précédents), x Arsendis ou Alsende. - Père d'Aimery (III) le Riche († ap. 1100), x Eustach(i)e. - Père d'Aimery (IV) (fl. 1102, 1107), x Mathilde (qu'on dit de Montsoreau, fille de Gautier). - Père d'Aimery V le Jeune († après 1140 et inhumé dans la collégiale St-Georges). - Père d'Elisabeth de Loudun, dame de Faye, mariée à Raoul de Châtellerault :
- Raoul de Châtellerault († entre 1184 et 1194, inhumé à Fontevraud), lord de Bramley par la grâce d'Henri II Plantagenêt, oncle maternel d'Aliénor d'Aquitaine, sénéchal de Saintonge et d'Aquitaine (cf . Aliénor d'Aquitaine, par Ralph V. Turner), fils cadet d'Aymeric Ier (v. 1077-1151), vicomte de Châtellerault (Pour Carré de Busserolle, - Raoul est le fils et non le gendre d'Aimery V ; nous suivons ici la version modernisée des historiens et généalogistes du XXe siècle, par exemple Sidney Painter qui est indexé à l'article « Aymeric de Châtellerault » qu'on vient de citer). La Maison de Châtellerault n'assume pas longtemps la seigneurie de Faye, car Elisabeth de Faye et son mari Raoul eurent pour héritières deux de leurs filles, et un fils sans postérité (leur autre fils Raoul (II) vit en Angleterre dans le Surrey ; leur autre fille Eustache est nonne fontevriste à La Puye) : 
  - Grécie (Grescie) (1150-1201), dame de Faye, épouse vers 1160 Ursion/Ours II de Meslay de Fréteval († 1187), d'où Nivelon IV de Meslay-Fréteval, seigneur de Faye († 1214 ; Postérité : Ursion III, et Geoffroy (1195-1245), vidame de Chartres par son mariage avec Hélisende de La Ferté)
  - Sibille, mariée vers 1170 à Ebles IV Archambaud de Ventadour : Postérité
  - Guillaume, sans descendance, a des biens en Châtelleraudais : l'Orme d'Oyré (Oyré ?) et le fief d'Aure (château de la Tour d'Oyré) en Avallia/Availles ; de plus, il est dit en 1228 seigneur de Faye. Son neveu maternel Ebles V de Ventadour est son héritier, mais il cède en 1260 à Guillaume du Rivau, chevalier, tout ce qu’il possédait en Poitou du chef de son oncle Guillaume de Faye ; dès 1262, Guillaume du Rivau vendit à Hugues, évêque de Poitiers.

Dans la 2e moitié du XIIe siècle, Raoul de Châtellerault s'affaira à l'essor de la ville, en construisant trois églises ainsi qu'une crypte. La population du bourg ainsi que des fiefs environnants est estimée selon les sources traditionnelles à environ 10 000 habitants.
Avant le milieu du XIIIe siècle, les personnages rencontrés plus haut s'effacent, et une nouvelle famille féodale possède désormais la seigneurie de Faye-la-Vineuse : la maison de La Haye (Descartes), en la personne de Philippe/Geoffroy de La Haye († v. 1250/1255), chevalier banneret, marié à Isabelle de Passavant et suivi par deux de leurs fils (le 3e est l'archevêque Geoffroy) :
- Maurice (fl. 1267 et † vers 1274) ; et Barthélemy de La Haye († ap. 1276), marié à Aeline/Edeline/Elise/Helvise (av. 1230-av. 1270), fille de Guillaume de Lusignan de Vouvant. Geoffroy de La Haye, le fils de Barthélemy, eut de sa femme Marie, fille de Hardouin V de Maillé, une fille héritière, Isabelle de La Haye (-Passavant), mariée à Pierre de Marmande (fl. dans la 1re moitié du XIVe siècle ; sénéchal du Périgord cité en 1334, 1342). Les Marmande étaient plusieurs fois alliés aux Montsoreau, et descendaient aussi des Loudun, anciens seigneurs de Trèves et de Faye comme vu plus haut. La fille d'Isabelle et Pierre, Marguerite de Marmande (v. 1335-v. 1371), devint en 1357 la femme de Jean III, comte de Sancerre. Elle était dame de Faye-la-Vineuse, La Haye et Rillé en partie ; et aussi dame de Marmande, d'Azay, Cravant-les-Côteaux, La Roche-Clermault, Saint-Michel-sur-Loire, Chezelles et Savary...
- l'héritière Marguerite (v. 1355-1418), comtesse de Sancerre, eut pour héritiers dans la baronnie de Faye deux des enfants nés de ses 2e noces en 1374 avec Béraud II de Clermont, dauphin d'Auvergne : Robert-Dauphin, évêque de Chartres puis d'Albi ; puis sa sœur Marguerite-Dauphine de Clermont, mariée en 1404 Jean IV de Bueil, d'où les Bueil, comtes de Sancerre. Isabeau de Bueil-Sancerre, dame de Faye, Marmande et La Roche-Clermault, fille d'Edmond de Bueil († entre 1495 et 1512) et petite-fille de Jean V, transmet à son mari Joachim Gillier de Puygarreau, épousé en 1509, et à leur postérité[28].
- Leur fils Bonaventure Gillier († 1584 ; marié en 1542 à Marie Babou de La Bourdaisière), leur petit-fils René Gillier (v. 1550-v. 1619 ; époux en 1582 de Claude, fille de Pierre Ier de Laval-Lezay et de Jacqueline de Clérembault-au Grand-Montrevault et à Saint-Rémy) et leur arrière-petit-fils Urbain Gillier (1585-1639 ; époux en 1613 de Marie, fille de Léonor Chabot de Saint-Gelais et Jarnac), sont barons de Faye et de Marmande, sires de la Roche-Clermault. Un des fils d'Urbain, autre René Gillier (né entre 1614 et 1624-1713), marquis de Clérembault, épouse en 1673 Marie-Louise (Le) Loup de Bellenaves (déjà mère de César de Choiseul par son 1er mariage avec Alexandre de Choiseul) et enfante Marie-Gilonne Gillier (1677-1709), marquise de Clérembault et baronne de Marmande, qui épouse en 1696 Charles-Frédéric de Montmorency-Luxembourg. Mais dès 1626, les Gillier — Urbain et son frère cadet Jean — avaient vendu Faye-la-Vineuse au cardinal de Richelieu.

Cependant, en 1593, presque toutes les constructions furent détruites par les Huguenots dans les aléas des Guerres de religion, annonçant ainsi le déclin de la cité médiévale.
En 1626 Richelieu racheta la terre de Faye-la-Vineuse, membre de son duché de Richelieu érigé en 1631 ; ses héritiers Vignerot du Plessis, ducs de Richelieu, assumèrent la seigneurie jusqu'au duc Louis-Antoine-Sophie (1736-1791), tout en se conduisant en propriétaires absentéistes.
En 1790-1794, Faye-la-Vineuse a annexé la Commune de Saint-Jouin-lès-Faye, et en 1795-1800 elle a annexé Marnay.

## Politique et administration
| Période   | Période   | Identité                     | Étiquette | Qualité     |
| --------- | --------- | ---------------------------- | --------- | ----------- |
| mars 2001 | mars 2008 | Marie-Laure Girault-Pillault |           |             |
| mars 2008 | mars 2014 | Jean-Luc Auvray              |           |             |
| mars 2014 | En cours  | David Cailleteau             | SE        | Agriculteur |

## Population et société

### Démographie
L'évolution du nombre d'habitants est connue à travers les recensements de la population effectués dans la commune depuis 1793. Pour les communes de moins de 10 000 habitants, une enquête de recensement portant sur toute la population est réalisée tous les cinq ans, les populations de référence des années intermédiaires étant quant à elles estimées par interpolation ou extrapolation. Pour la commune, le premier recensement exhaustif entrant dans le cadre du nouveau dispositif a été réalisé en 2006.

En 2022, la commune comptait 272 habitants, en évolution de +6,67 % par rapport à 2016 (Indre-et-Loire : +1,67 %, France hors Mayotte : +2,11 %).
| 1793 | 1800 | 1806 | 1821 | 1831 | 1836 | 1841 | 1846 | 1851 |
| ---- | ---- | ---- | ---- | ---- | ---- | ---- | ---- | ---- |
| 387  | 732  | 660  | 697  | 687  | 722  | 725  | 756  | 808  |

| 1856 | 1861 | 1866 | 1872 | 1876 | 1881 | 1886 | 1891 | 1896 |
| ---- | ---- | ---- | ---- | ---- | ---- | ---- | ---- | ---- |
| 798  | 805  | 741  | 721  | 719  | 678  | 677  | 604  | 625  |

| 1901 | 1906 | 1911 | 1921 | 1926 | 1931 | 1936 | 1946 | 1954 |
| ---- | ---- | ---- | ---- | ---- | ---- | ---- | ---- | ---- |
| 624  | 634  | 598  | 510  | 512  | 533  | 526  | 514  | 522  |

| 1962 | 1968 | 1975 | 1982 | 1990 | 1999 | 2006 | 2011 | 2016 |
| ---- | ---- | ---- | ---- | ---- | ---- | ---- | ---- | ---- |
| 583  | 597  | 490  | 409  | 343  | 285  | 313  | 286  | 255  |

| 2021 | 2022 | - | - | - | - | - | - | - |
| ---- | ---- | - | - | - | - | - | - | - |
| 266  | 272  | - | - | - | - | - | - | - |

### Enseignement
Faye-la-Vineuse se situe dans l'Académie d'Orléans-Tours (Zone B) et dans la circonscription de Chinon.
L'école élémentaire accueille les élèves de la commune.

## Culture locale et patrimoine

### Lieux et monuments

#### Église Saint-Georges de Faye-la-Vineuse
Le principal monument de la commune de Faye est la collégiale Saint-Georges, bâtiment religieux très important à l'époque médiévale. Elle a été fondée en 1039 par Dame Nivès, seigneur de Faye et remaniée aux XIIe et XIXe siècles. La collégiale était attachée au château aujourd'hui détruit. L'ensemble est de style roman mais sa conception annonce le gothique. Elle est du Poitou de par son chevet et ses absidioles, du Val de Loire par les hautes fenêtres de la nef et de l'abside, du Berry par ses deux passages latéraux reliant la nef et le chœur, byzantine par ses piliers lisses sculptés à leur base et portant de magnifiques chapiteaux, son chœur et sa chapelle rayonnante. La crypte possède de magnifiques chapiteaux du XIIe siècle. Du haut des terrasses fortifiées le panorama est superbe.
Vue du ciel, l'église de la collégiale a la forme d'une croix tournée vers l'orient. Elle possède une nef et un chœur plutôt remarquables et très bien conservés. On dit que sa crypte a contenu autrefois plusieurs reliques, dont une qui n'était autre que la dent de saint Georges. D'après l'histoire, la dent a été prise par les protestants durant les guerres de religion. La crypte était également consacrée au Saint-Sépulcre et à sainte Marie-Madeleine. La collégiale Saint-Georges est la seule église restante de la commune sur les quatre qui existaient encore au XVIIIe siècle.

#### Église Saint-Pierre de Marnay
La commune connaît encore deux autres édifices religieux : l'église Saint-Pierre de Marnay, du XIIe siècle, et l'église Saint-Jouin de Saint-Jouin-lès-Faye, qui correspondent aux anciennes églises paroissiales des deux communes de mêmes noms, absorbées par Faye-la-Vineuse entre 1790 et 1800.
Pour autant, le caractère de village médiéval affiché sur les panneaux indicateurs paraît exagéré. Faye-la-Vineuse est tout simplement un village qui a l'avantage de ne pas être traversé par une route à grand trafic comme beaucoup de petites localités peuvent en souffrir. La présence d'environ soixante résidences secondaires prouve d'ailleurs son pouvoir d'attraction.

#### Autres
- Château de la Grillière